# Rückzahlungsklausel
Rückzahlungsklauseln sind Klauseln im Arbeitsvertrag, mit denen sich Arbeitgeber durch Zusatzvereinbarungen für den Fall absichern, dass ein Arbeitnehmer kurze Zeit nach Inanspruchnahme von Vergünstigungen das Unternehmen verlassen sollte. In der Praxis sind Rückzahlungsklauseln in Deutschland besonders im Bereich der Aus- und Fortbildung und für Sondervergütungen üblich.
Wenn der Arbeitgeber die Aus- oder Fortbildung eines Mitarbeiters finanziert, hat er das Interesse, dass die erworbenen Qualifikationen auch seinem Unternehmen zugutekommen. Wird die Arbeitsstelle deshalb nach Abschluss der Aus- oder Fortbildung nicht angetreten oder vor Ablauf einer bestimmten Frist wieder aufgegeben, wird durch diese Klausel eine anteilige Rückerstattung der vom Unternehmen getragenen Kosten verlangt.
Die Rückzahlungsklausel für Aus- oder Fortbildungskosten muss vor Beginn der Maßnahme vereinbart sein. Die Maßnahme muss dem Arbeitnehmer berufliche Vorteile bringen und ihm einen Vorteil auch außerhalb der konkreten Tätigkeit verschaffen. Die Rückzahlung muss der Arbeitnehmer durch seine Betriebstreue abwenden können. Die vereinbarten Rückzahlungstatbestände müssen nach dem Grund des Ausscheidens aus dem Arbeitsverhältnis differenzieren, nämlich danach, ob der Grund aus der Sphäre des Arbeitnehmers oder aus der Sphäre des Arbeitgeber stammt. Die Bindungsfrist muss sich an dem Wert der Fortbildungsmaßnahme orientieren und sich ratierlich reduzieren.
Wird die Klausel im Rahmen der Ausbildung oder des Studiums des (zukünftigen) Arbeitnehmers vereinbart, müssen zum Zeitpunkt der Rückzahlungsvereinbarung die essentialia negotii, also der Beginn des Vertragsverhältnisses, die Art, der Umfang und der Ort der Beschäftigung und die Gehaltsfindung bei der Anfangsvergütung, des später abzuschließenden Arbeitsvertrags bereits bekannt sein.
Diese Grundsätze müssen bei tariflichen Vereinbarungen nicht vollständig beachtet werden, da bei diesen eine AGB-Kontrolle nicht stattfindet.
Auch bei Gratifikationen gibt es oftmals einen Rückzahlungsvorbehalt im Tarifvertrag, der Betriebsvereinbarung oder im Individualvertrag für den Fall, dass eine Kündigung durch den Arbeitnehmer geschieht.